# Svensk-norska renbetesnämnden
Svensk-norska renbetesnämnden är ett planerat mellanstatligt organ för renskötsel.
Svensk-norska renbetesnämnden är avsedd att inrättas sedan de svenska och norska parlamenten har ratificerat Konventionen mellan Sverige och Norge om gränsöverskridande renskötsel från år 2009 och konventionens åligganden inkorporerats i svensk och norsk rätt.
Nämndens uppgifter finns i artikel 12 i konventionen. I den mån ett förhållande inte är bestämt i det till konventionen fogade områdesprotokollet, får renbetesnämnden, för områden som omfattas av konventionen, bland annat besluta om vilken sameby eller renbetesdistrikt som får använda ett område, betestider och högsta renantal.
Nämnden ska ha fem på fyra år utsedda ledamöter, två utsedda av den svenska regeringen och två av den norska. Dessa ska ha kunskap om renskötsel och utses efter förslag från rennäringen i respektive land. Ordföranden utses av regeringarna gemensamt sedan kandidat har föreslagits av de svenska och norska sametingen.
Utöver renbetesnämnden skall också inrättas en överprövningsnämnd, Svensk-norska överprövningsnämnden. Vad gäller verkställande av beslut av renbetesnämnden och överprövningsnämnden är dessa att jämställa med dom av domstol i Sverige respektive Norge.